# ルーフトップ・コリアンズ

ルーフトップ・コリアンズ

ルーフトップ・コリアンズ（英語: Rooftop Koreans）、あるいはルーフ・コリアンズ（英語: Roof Koreans）は、1992年のロサンゼルス暴動の際、武装して店舗の屋上に登り、自衛を試みた韓国系アメリカ人の事業主および住民を指して使われた言葉である。ロドニー・キングへの暴行に関与したロサンゼルス市警察の警察官ら4人への無罪評決がきっかけとなり、ロサンゼルスの都市部に生じていた混乱は拡大し、やがて暴動、略奪、暴力行為や放火が市全域で横行するようになった。

## 背景
当時、暴動の中心地の1つとなったロサンゼルス南部には、主に黒人市民が暮らしていたが、個人商店のほとんどは韓国系市民によって経営されていた。これは1965年のワッツ暴動の後、多くの商店主がこの地域を離れ始め、同年改正された移民法に基づいて移住した韓国人らが事業を買い取る機会に恵まれたことによる。
1980年代初頭、全米で韓国系事業主が増加するにつれて、韓国系と黒人の人種間対立が表面化し始めた。これはいわゆるミドルマン・マイノリティの理論に起因するという。すなわち、少数人種が商店主など生産者と消費者の中間的な立場を占めた場合、支配的なグループと従属的なグループの「緩衝材」となり、苛立ちや怒りの標的にされやすくなるのである。また、人種的・言語的に均質な韓国社会で生きてきた韓国系移民一世が多民族・多言語の環境に適応することは容易ではなく、また彼らの多くが英語に不慣れだったことも、対立を深める原因となった。
暴動当時にロサンゼルスのベテル・アフリカン・メソジスト・エピスコパル教会に務めていたJ・エドガー・ボイド牧師（"J" Edgar Boyd）は、韓国系市民と黒人市民の人種間緊張について、「疎外された人々（黒人）と、どうにか生き延びているように見える──それも、行き詰まり困窮した人々の持ち物で生き延びているように見える人々（韓国系）」の間に苛立ちと緊張が生じていたと語った。
しかしながら、この地区の韓国人店主たちは常連客である黒人客をバーベキュー大会に招いて持て成すなど友好的な関係にあり、暴動発生直後には、略奪者による襲撃を警告し、韓国人店主を助けるために駆け付けた黒人たちも多くいた。
暴動以前にも、例えば韓国系アメリカ人の商店主スン・ジャ・ドゥによる黒人少女ラターシャ・ハーリンズの射殺（1991年3月16日）など、物議を醸す事件が起こっていた。ドゥは有罪判決を受け懲役10年を宣告された。しかし、後に執行猶予を受け、5年間の保護観察処分、400時間の社会奉仕活動、500ドルの賠償金、ハーリンズの葬儀費用の負担という処分に減刑された。これは極めて軽い判決と広くみなされ、この時に控訴が棄却されたことが1992年の暴動の遠因の1つとも言われている。
1991年6月には、酒屋の店主テイ・サム・パクが42歳の黒人リー・アーサー・ミッチェルを射殺する事件があった。『ロサンゼルス・タイムズ』紙によれば、ミッチェルはワインクーラーを定価より25セント安く売るように求めたものの、パクがこれを拒否したことが発端であった。その後、ミッチェルがカウンターの裏に入って金を奪おうとしたため、パクは拳銃を取り出して5回発砲した。ミッチェルは武器を持っていなかった。パクは罪に問われなかった。近い時期には、韓国系移民2人が黒人の強盗の要求に応じた後に射殺される事件も起きていたという。

## 暴動中の出来事
ロドニー・キング事件の判決を受けた暴動が拡大する中、被害を受けた地域の大部分において市警察は治安の回復を試みることができなかった。物議を醸す判断ではあったが、市警察はビバリーヒルズとウェストハリウッドの周辺に防衛線を敷き、コリアタウンや他の少数派および低所得者コミュニティを切り捨てることを選択した。コリアタウンの住民は、ほぼ独力で身を守るほかになかった。
こうした状況下にあって、コリアタウンに暮らす多くの韓国系の事業主や住民が行動した。地元の韓国系放送局がラジオを通じて事業主らへの支援を呼びかけると、彼らを守ろうと銃器所持者らが駆けつけた。5番街（5th Street）と西大通り（Western Avenue）の交差点は一触即発の状態にあり、カリフォルニアマーケット（ガジュ、カジュとも）の韓国食料品店は大規模な衝突の中心となった。そのほか、8番街とオックスフォード大通り、西大通りと3番街の交差点に武装した韓国系住民らが展開していた。『ロサンゼルス・タイムズ』紙は、食料品店の屋上に「散弾銃と自動小銃」を持った複数の人物がいたと報じた。一方、エボニーマガジン誌では、「小銃と拳銃」が使われたと報じられている。
韓国では男性国民に2年間の兵役が課されているため、当時の韓国系移民の多くは銃器の取扱を経験していた。
これらの事業主および住民ら、すなわちルーフトップ・コリアンズの行動は、銃規制および自警主義に関する議論を引き起こしたが、一方で彼らの勇気や機知への称賛も同時に生じていた。韓国系住民のエドワード・ソン・リー（Edward Song Lee）は、3番街の店舗の屋上で警戒している最中、仲間に誤射されて死亡した。ラテン系住民のヘクター・カストロ（Hector Castro）は、暴動の最中にコリアタウンで射殺された。しかし、現場近くでは事業主と暴徒の双方が発砲を繰り返しており、当局は誰がカストロを死に至らしめたのか特定できなかった。
市警察は「戦術的警戒」（tactical alert）を保っており、住民からのいかなる通報にも対応しなかった。ジョージ・H・W・ブッシュ大統領が反乱法に基づいて15,000人の連邦軍部隊を派遣した後、治安はほぼ即座に回復した。
カリフォルニア大学リバーサイド校ヨンオク・キム記念韓国系アメリカ人研究センターの所長も務めた民俗学教授エドワード・チャン（Edward Chang）によれば、暴動が終わるまでに2,200件以上の韓国系商店が略奪を受けるか破壊され、約4億ドルの損害が発生していたという。

## 影響
ルーフトップ・コリアンズは、銃器所持の権利を擁護する立場の人々からは、市民による銃器所持、および「自分自身が第一対応者になる」こと（your own first responder）の必要性の根拠としてしばしば引用された。2010年代以降には、ソーシャルメディア上のミームの題材になったほか、2014年のファーガソン暴動、ブラック・ライヴズ・マターの台頭、ストップ・アジアン・ヘイトに関連する人種間の緊張の高まりの中、黒人社会との緊張緩和にも役立てられた。
2025年6月にロサンゼルスにて勃発した、ドナルド・トランプ政権による不法移民取り締まりに対する抗議運動はトランプ大統領が鎮圧のためにカリフォルニア州のギャビン・ニューサム知事の同意を得ることなく州兵の投入を決断する事態となった。その最中、長男のドナルド・トランプ・ジュニアは6月9日に建物の屋上で武器を持つアジア人と思しき人物の写真と共に"Make Rooftop Koreans Great Again!"（日本語訳：ルーフトップ・コリアンズを再び偉大に！）とトゥルース・ソーシャルに投稿した。